# Tidningen Härjedalen
Tidningen Härjedalen (TH) utges av Länstidningen i Östersund. TH:s utgivningsort är Östersund. Tidningen grundades 1944 och ingår i dag i Mittmedia AB som också äger Länstidningen och Östersunds-Posten. Under våren 2019 köptes Mittmedia AB av Bonniers. Tidningen Härjedalen utkommer varje helgfri onsdag.  Huvudredaktion finns i Sveg, centralort i Härjedalens kommun. Tidningen trycks hos Mittmedia Print. Huvudredaktionen finns på Dalagatan 1 i Sveg och Mikael Andersson är chefredaktör och ansvarig utgivare för tidningen sedan maj 2019. Tidningen har tre anställda, inklusive chefredaktören. Tidningen är politiskt oberoende och har ingen ledarsida. Till skillnad från de flesta andra tidningar ligger dödsannonserna på sidan två.